# Hettieten

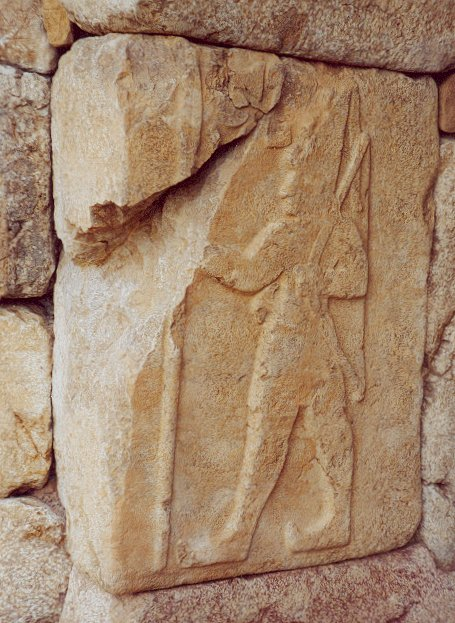
Reliëf van Suppiluliuma II, laatste koning der Hettieten

De Hettieten, Hethieten of Hittieten zijn een antiek volk dat een koninkrijk stichtte rond de stad Hattusa (het tegenwoordige Boğazkale in noord-centraal Turkije) en een Indo-Europese taal sprak. Dit rijk hield stand gedurende een groot deel van het tweede millennium voor Christus.
Het Hettitisch Koninkrijk, dat op zijn hoogtepunt centraal Anatolië, noordwestelijk Syrië tot aan Ugarit en Mesopotamië tot aan Babylon omvatte, bestond tussen ongeveer 1700 en 1200 v.Chr. Het eindigde rond 1200 v.Chr.. In die tijd was het gehele oostelijke Middellandse Zeegebied in grote beroering geraakt. Omdat veel steden in vlammen opgingen, wordt dit de brandcatastrofe genoemd. In de ijzertijd, die hierop volgde, viel het Hettietenrijk uiteen in verschillende onafhankelijke stadstaten, waarvan sommige tot ongeveer 700 v.Chr. zouden blijven bestaan.
Het Hettitisch Koninkrijk of in ieder geval zijn kernregio, stond bekend als het land Hatti in het Hettitisch. De Hettieten moeten echter niet verward worden met de Hattiërs, een veel ouder volk dat dezelfde regio voor hen tot aan het 2e millennium v.Chr. bewoonde en dat geen Indo-Europese taal sprak, maar het Hattisch. Verder worden de Hettieten die in de Bijbel worden vernoemd eerder Neo-Hettieten genoemd. Zij waren de erfgenamen die na de val van het Hettitisch Koninkrijk in Anatolië vanaf 1200 v.Chr. Syrië in handen hadden. Zij hadden weinig gemeen met hun voorgangers en spraken Luwisch.

## Archeologische ontdekking

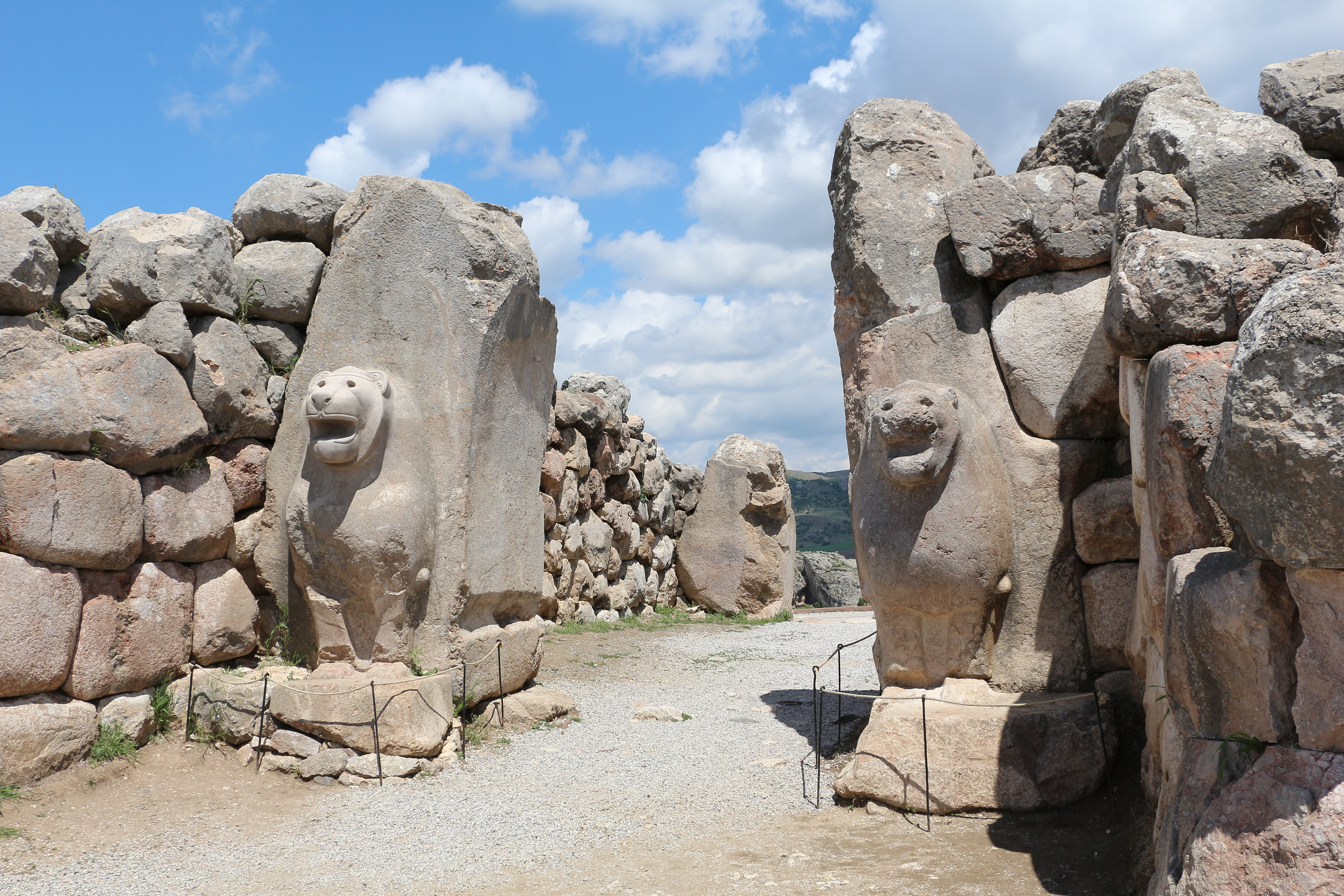
Ruïnes van Hattusa (Leeuwenpoort) bij Boğazköy, Turkije

Het eerste archeologische bewijs voor de Hettieten verscheen in kleitabletten zoals gevonden in de Assyrische kolonie van Kültepe (voormalig Karem Kanesh), met de beschrijvingen van handel tussen Assyrische kooplui en een land van Hatti. Sommige namen in de tabletten waren Hattisch noch Assyrisch, maar duidelijk Indo-Europees.
Reeds in 1812 rapporteerde reiziger Burckhart in zijn boek Travels to Syria over een basaltsteen op een hoek van de markt in Hama (Bijbels Hamath) met daarop vreemde figuren en tekens, lijkend op hiërogliefen, maar anders dan de Egyptische. Het zou echter tot 1872 duren tot de zendeling William Wright er in zou slagen een kopie van de inscriptie te maken. In 1876 stelde A.H. Sayce de uit Egyptische bron bekende Kheta en de uit Assyrische bron bekende Hatti aan elkaar gelijk en schreef de inscripties uit Hama toe aan dat volk: de Hettieten (zoals tevens genoemd in de Bijbel). In 1887 brachten opgravingen bij Tell El-Amarna in Egypte de diplomatieke correspondentie tussen farao Amenhotep III en zijn zoon Akhnaten aan het licht. Twee brieven van een koninkrijk van Kheta – blijkbaar geplaatst in ongeveer dezelfde regio als de Mesopotamische referentie aan het land van Hatti – waren geschreven in standaard Akkadisch spijkerschrift, maar in een onbekende taal; ook al konden wetenschappers het lezen, begrijpen konden ze het niet. De naam Hettiet is verbonden aan de beschaving zoals opgegraven in Boğazköy.
Tijdens sporadische opgravingen bij Boğazköy (Hattusa) vanaf 1905 vond archeoloog Hugo Winckler een koninklijk archief met 10.000 tabletten, gegraveerd met Akkadisch spijkerschrift en dezelfde onbekende taal als de Egyptische brieven uit Kheta — aldus de identiteit van de twee namen bevestigend. Hij bewees ook dat de ruïnes bij Boğazköy de overblijfselen van een ooit machtig rijk waren, dat op enig moment geheel noordelijk Syrië onder controle had.

## Geografie

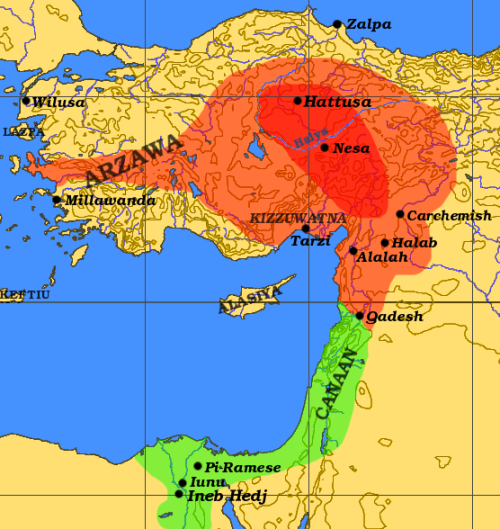
Het Hettitische Rijk (rood) op het hoogtepunt van zijn macht in ca. 1290 v.Chr., grenzend aan het Egyptische rijk (groen)

Het Hettitische koninkrijk concentreerde zich rond het land van Hattusa en Neša, bekend als het land van Hatti (URUHa-at-ti). Vanaf het moment dat Hattusa de hoofdstad werd, beschouwt men het gebied omsloten door de bocht in de Halys rivier als de kern van het rijk, en sommige Hettitische wetten maken een onderscheid tussen deze zijde van de rivier en die zijde van de rivier, bijvoorbeeld de beloning voor de gevangenneming van gevluchte slaven is hoger als deze in staat was geweest om de rivier over te steken, dan die voor een slaaf die gevangengenomen kon worden voordat hij de rivier bereikte.
Ten zuiden van het kerngebied lag het territorium van Kizzuwatna in het gebied van de Taurus. In het westen Arzawa. In het noorden de bergvolken van de Kaskiërs, die gedurende de gehele Hettitische periode opstandig bleven. In het oosten Mitanni. Na de inlijving van Arzawa en Mitanni (onder Suppiluliuma I), grensde de Hettitische invloedssfeer onder Mursili II aan Hayasa-Azzi in het oosten, aan Ahhiyawa in het westen, aan Egyptisch Kanaän in het zuiden en aan Assyrië in het zuidoosten.

## Geschiedenis
Het Oude Koninkrijk, dat in de bronstijd was gecentreerd rond Hattusa, beleefde zijn hoogtepunt in de 16e eeuw v.Chr. De bewoners hiervan slaagden er op enig moment zelfs in om Babylon te plunderen, maar maakten geen aanstalten om daar te regeren. In plaats daarvan kozen zij ervoor om de macht over te dragen aan de Kassitische bondgenoten die er vervolgens 400 jaar zouden heersen. Tijdens de 15e eeuw v.Chr. beleefde het Hettitische rijk een donkere periode, om vanaf ca. 1400 v.Chr. weer te verrijzen onder de heerschappij van Tudhaliya I.
Onder Suppiluliuma I en Mursili II strekte het rijk zich uit tot bijna geheel Anatolië en delen van Syrië en Kanaän, waardoor rond 1300 v.Chr. de Hettieten grensden aan de Egyptische invloedssfeer, met als gevolg de bekende slag bij Kadesh in 1274 v.Chr. Burgeroorlogen en rivaliserende aanspraken op de troon, in combinatie met de externe bedreigingen, waaronder mogelijkerwijs ook de dreiging van de Zeevolken, verzwakten de Hettieten. Rond 1160 v.Chr. stortte het rijk in elkaar. Archeologische opgravingen hebben uitgewezen dat de hoofdstad Hattusa niet werd vernietigd, maar in de 13e eeuw is verlaten, mogelijk veroorzaakt door enkele jaren droogte.
Het oude rijk viel uiteen in een lappendeken van kleine staatjes, die zich los van de centrale regering en bevrijd van vreemde garnizoenen, bewust werd van de eigen onafhankelijkheid. De neo-Hettitische stadstaten raakten uiteindelijk ondergeschikt aan Assyrisch gezag en hun bestaan sleepte zich voort tot ca. 700 v.Chr.
Hettitische en Luwische dialecten ontwikkelden zich tot de spaarzaam beschreven Lydische, Lycische en Carische talen. Overblijfselen van deze talen drongen door tot in Perzische tijden, maar stierven uit door de invloed van het opkomende Hellenisme.
Het Hettitisch spijkerschrift ontstond ten tijde van de derde Dynastie van Ur: en is alleen in Syrië gevonden, wat aantoont dat ook deze landstreek tot hun invloedszone reikte.

## Mythologie

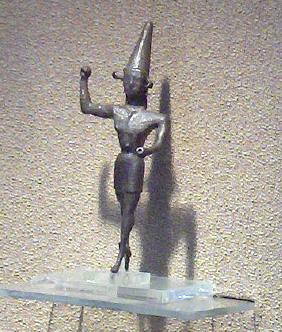
Een godenbeeldje

Hettitische religie en mythologie stond onder invloed van de Mesopotamische mythologie, die in de loop van de geschiedenis steeds groter werd. In vroegere tijden konden nog wel Indo-Europese elementen gezien worden, bijvoorbeeld Tarhunt de god van de donder, en zijn conflict met de slang Illuyankas.
In hun teksten zijn aanwijzingen te vinden dat de Hettieten Indra, Mithra en Varuna vereerden. Zij voerden berggoden en stormgoden in. In de geschriften van een van de eerste Hettitische koningen, koning Annita, wordt de stormgod Taru als hoogste godheid vermeld.
Gurney maakt echter uit de teksten van Boghazkoy op dat in Arinna de opperste godheid klaarblijkelijk de zonnegodin Wurusemu was, wier gemaal, de weergod Taru, slechts de tweede plaats bezette. Als dochters worden Mezulla en Hulla genoemd, en als kleindochter Zintuhi. Sommige teksten beschrijven rituelen voor deze zonnegodin, waaruit blijkt dat de koningin ook hogepriesteres was voor de godin. Gurney merkt verder op dat de Arische koningen de eerdere Hattische heiligdommen aanvankelijk in stand hielden, terwijl ze voor zichzelf het ambt van opperhogepriester van de streek opeisten.
Er is ook een mythe van het verslaan van de draak. Koning Mursilis II vermeldt de viering van de stormgod in verschillende steden. In een brief verwijst hij tevens naar het grootste feest van vergelijkbare omvang in de hoofdstad Hattusas. Dit ging door in het mausoleum van de godin Lilwanis. Daar werd een strijd geëvoceerd tussen de stormgod en de draak Illuyankas. Een jongeman Hupisayas had met de godin Inaras geslapen en verwierf daardoor voldoende kracht om de stormgod te helpen bij het verslaan van de draak. Dit verhaal is analoog aan dat van Tiamat, de symbolisatie van de kracht van de godin die door Marduk werd van de macht verdrongen.
Het Hettitisch woord tarh betekent verovering. In het Sanskriet waaraan deze taal verwant is, betekent tura zoveel als machtige of kracht. (In India was Turashah een epitheton voor Indras). Het woord tauros en toros betekent stier. Het centrale gebergte in Anatolië heet de Taurus, met als hoogste top de Toros. Het woord kan ook in verband staan met bergen zoals Hor, Hur of Hara.

## Crematie
Na hun overlijden werden Hettitische koningen op de eerste dag na hun dood gecremeerd. Er is een vrij complete beschrijving van het Hettitische Koninklijk Doodsritueel (de šalliš waštaiš) bewaard gebleven waaruit blijkt dat de as enige tijd in een zilveren huppur-vaas op een bed in het Stenen Huis (de É.NA4) gelegd werd. Wat er daarna precies gebeurde, weten we niet helemaal omdat het document beschadigd is. Wel weten we dat het ritueel veertien dagen duurde en dat uiteindelijk de as werd uitgestrooid op de plaats waar de hoofden van paarden en ossen verbrand werden. Koningsgraven zijn er dus van de Hettieten niet. Op de derde dag van de ceremonie nam de Oude Vrouw de weegschaal en deed alle goud, zilver en edelstenen van de vorst of vorstin in de ene pan maar (waardeloze) kleispecie in de andere pan. Aan het eind van het ritueel smijt zij de weegschaal aan stukken en houdt de stukken omhoog naar de zonnegod als offer. Een weegschaal speelde in de tijd van voor de invoering van munten van een gegarandeerd gewicht een belangrijke rol bij iedere betaling. De precieze betekenis van het ritueel is niet bekend, maar de vergankelijkheid van aardse rijkdom is er overduidelijk een thema van.

## Feestdagen

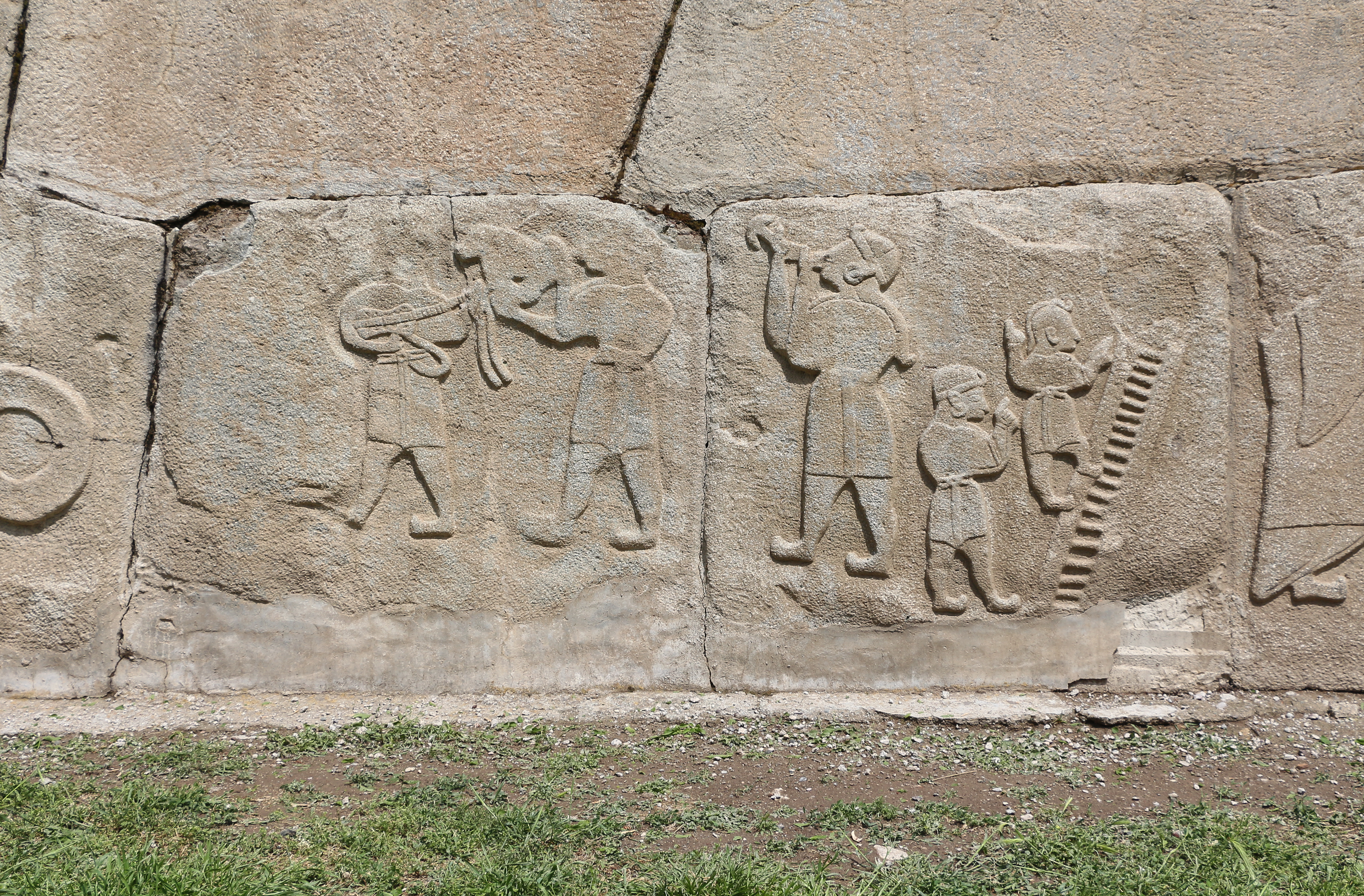
Het laddertafereel in Alacahöyük (replica)

De Hettieten kenden een kalender met vele feestdagen tot 165 stuks per jaar. Sommige van deze dagen vereisten een grote inzet, vooral die van de Stormgod en de Zonnegodin en gingen gepaard met koninklijke processies die leidden van de hoofdstad naar een heiligdom op het platteland. Reliëfs uit Alacahöyük laten het koninklijk paar zien vergezeld van musici, een zwaardvreter en twee mannen die iets acrobatisch doen met een ladder. Ook jachttaferelen met honden die leeuwen, stieren, evers en herten doden horen tot dit soort afbeeldingen.

## Hebreeuwse Bijbel
Zoals boven vermeld is de term Hettieten een exoniem, afgeleid van Heth uit de Hebreeuwse Bijbel, gekozen vanwege de overeenkomst met de naam Hatti en vanwege het feit dat de Bijbelse Hettieten naar verluidt een grote mogendheid waren die in de bergen en noordwaarts van Kanaän lag. Aangezien de Hebreeuwse Bijbel lang na de val van het Hettitische rijk geschreven is (zie documentaire hypothese), nemen enkele wetenschappers aan dat de Bijbelse aanduidingen verwijzen naar Neo-Hettitische Luwische stadstaten. Deze Neo-Hettieten die vanaf 1200 v.Chr. noordelijk Syrië in handen hadden, na de val van het grote Hettitische Rijk in Anatolië, hadden weinig gemeen met deze laatsten en spraken zelfs een andere taal, het Luwisch, in plaats van Akkadisch. Zij worden een 40-tal keren in de Bijbel vernoemd, onder andere in Genesis 10:15; 15:19-21; 23:3-20; 26:34; 36:1-3; Numeri 13:29; Jozua 1:2-4; 3:10; 1 Koningen 11:1; 2 Koningen 7:6-7; 2 Kronieken 1:17; Ezechiël 16:3.

## Tijdlijn
- circa 1750 - 1400 v.Chr. - Oude Rijk - (Hattusa wordt de hoofdstad over de verschillende, aanvankelijk onafhankelijke, stadstaten in centraal Anatolië)
- 1400 - circa 1180 v.Chr. - Grootrijkstijd - (beginnend met Tudhaliya; Suppiluliumas I verovert Syrië en Muwatallis valt Egyptenaren aan (Kadesh))

Nota bene: De literatuur geeft twee verschillende indelingen. De eerste indeling is die zoals hierboven: een oud rijk, gevolgd door de grootrijkstijd. Deze indeling lijkt zich met name te betrekken op de politieke en legislatieve situatie. Zo spreken de wetsteksten over een situatie nu en een situatie vroeger. Bovendien blijken er ook enkele taalkundige verschillen te zijn in de teksten van beide periodes; een Oud- en een Jong Hettitische taalperiode. Echter, uit de verdere ontwikkeling van de hettitiologie is ook nog een Middelhettitische taalfase gebleken - waarvan de ontwikkeling wellicht in de hand is gewerkt door het gebrek aan macht aan het eind van het Oude Rijk - , zodat sinds ca. 1960 ook een driedeling bestaat parallel aan de taal- en schriftfases: een Oudhettitische, een Middelhettitische en een Jonghettitische periode. Het gevolg van deze verschillende indelingen op verschillende soorten argumenten is dat er nu ook een synchronisatie van beide indelingen gewenst zou kunnen zijn, met als gevolg dat men soms spreekt van het late oude rijk en van de vroege grootrijkstijd als parallel voor de Middelhettitische periode.

## Technologie
Al vroeg was Anatolië een gebied waarin een levendige uitwisseling van metalen en andere stoffen plaatsvond. De Hettieten hebben ons erover bericht wat deze stoffen waren en vaak ook wat hun oorsprong was:
| Stof         | Geschreven als              | Herkomst                  |
| ------------ | --------------------------- | ------------------------- |
| Goud         | KÙ.Gi of GUŠKIN             | De stad Pirundummeya      |
| Zilver       | KÙ.BABBAR                   | Kuzza                     |
| Lapis lazuli | NA4.ZA.GÌN                  | De berg Takniyara         |
| Albast       | NA4.AŠ.ŠIR.GAL              | Het land Kanišha          |
| Bergkristal  | NA4.DU8.ŠÚ.A                | Het land Elam             |
| Basalt       | NA4Kunkunuzzi of NA4ŠU.U-zi | Uit de aarde              |
| Meteoorijzer | AN.BAR.GE6 nepišaš          | Uit de hemel              |
| Koper        | URUDU ku(wa)nnan            | de berg Taggata op Cyprus |
| Brons        | ZABAR                       | de berg Taggata op Cyprus |